# Черняев, Василий Николаевич
Василий Николаевич Черняев — советский хозяйственный, государственный и политический деятель, Герой Социалистического Труда.

## Биография
Родился в 1932 году в деревне Сидельниково. Член КПСС.
Окончил Выборгское ремесленное училище металлистов № 26 (школу ФЗУ). С 1950 года — на хозяйственной, общественной и политической работе. В 1950—1987 гг. — токарь-станочник 4-го разряда, фрезеровщик, слесарь, бригадир комплексной бригады токарей-станочников в локомотивном депо Выборг Октябрьской железной дороги в Ленинградской области. Заслужил репутацию опытного мастера-рационализатора, обучал профессии токаря молодых рабочих.
Указом Президиума Верховного Совета СССР от 3 июля 1986 года присвоено звание Героя Социалистического Труда с вручением ордена Ленина и золотой медали «Серп и Молот».
Проживал в Выборге.